# 2033
Năm 2033 (số La Mã: MMXXXIII). Trong lịch Gregory, nó sẽ là năm thứ 2033 của Công nguyên hay của Anno Domini; năm thứ 33 của thiên niên kỷ 3 và của thế kỷ 21; và năm thứ tư của thập niên 2030.